# Torben Jetsmark
Torben Jetsmark (født 19. september 1942) er en dansk skuespiller, specialist i mime, maskespil og commedia dell'arte. Han dimitterede fra Det Kongelige Teaters Elevskole i 1968. Han opholdt sig i begyndelsen af 1970'erne i flere år på udenlandske teaterskoler og teaterinstitutioner for at dygtiggøre sig; blandt andet på Jaques Lecoqs skole i Paris, det musiske akademi i Leningrad under professor Vladimir Koch og hos Dario Fo i Milano. Herhjemme har han blandt andet været tilknyttet Boldhus Teatret, hvor han spillede Blubber i John Grillos "Blubber" og Kasper i Peter Handkes "Kasper". Torben Jetsmark har i øvrigt spillet på de fleste københavnske teatre og turnéteatre.
Torben Jetsmark har været kunstnerisk leder for et antal mindre teatre, herunder Joker teatret, Teatret i City 2, TRIBUNEN, og La Famiglia (A/S Dyrehavsbakken).
Torben Jetsmark har blandt andet undervist på Det Kongelige Teaters operaskole, Skuespillerskolen på Odense teater, Københavns Universitet, Kulturmühle (Schweiz) og Saskatchewan State University (Canada).
Torben Jetsmark har iscenesat adskillige børne- og ungdomsforestillinger; flere efter eget manuskript bl.a. "Løjerlige Leif Løvebrøl" på Århus Teater og "Stol på 5 ben" på Bådteatret.
Han iscenesatte 1999 Tivolis Pantomimeteaters 125 år jubilæumsforestilling, "Flaminias Bejlere", efter eget manuskript og i egen scenografi
Han er autodidakt maskemager og skulptør  og har udstillet masker, skulpturer og collager i Danmark og i udlandet bl.a.
Gl. Holte Gaard, 1992, separatudstilling
Vejle Kunstmuseum, separatudstilling
Joensuu Festival, Finland, 1994
Møstings Hus, Frederiksberg, med kunstneren Per Ottesen.
International maskefestival i Taipei (Taiwan)
Åbningsudstillingen på "Brønden", Brøndby kommunes kulturhus 2009. Torben Jetsmark udstiller permanent i ArtCompaz og Galleriværkstedet.
Torben Jetsmark har siden 1990 været partner i konsulentfirmaet Passe-Partout Communication.
Torben Jetsmark har spillet med i en række film og har haft roller i TV-serierne Huset på Christianshavn, Bryggeren, TAXA og Rejseholdet.

## Filmografi
- Der var engang – 1966
- Midt i en jazztid – 1969
- I morgen, min elskede – 1971
- Poul og Anne – tv-teater, 1973
- Alt på et bræt – 1977
- Piger til søs – 1977
- Peter von Scholten – 1987
- Far til fire - i stor stil – 2006
- AFR – 2007